# المنصورة الرياضية بالكنايس
المنصورة الرياضية بالكنايس فريق رياضي تونسي أنشئ سنة 2010 في قرية الكنايس معتمدية مساكن ولاية سوسة يتخصص النادي في رياضة كرة القدم.